# 사루타 히로노리
사루타 히로노리(일본어: 猿田 浩得, 1982년 10월 28일 ~ )는 일본의 전 축구 선수이다.

## 구단 경력
과거 에히메 FC에서 활동하였다.